# Грачёвка (Башкортостан)
Грачёвка (баш. Грачёвка) — деревня в Кармаскалинском районе Республики Башкортостан Российской Федерации. Входит в состав Шаймуратовского сельсовета.

## География

### Географическое положение
Расстояние до:
- районного центра (Кармаскалы): 14 км,
- центра сельсовета (Шаймуратово): 6 км,
- ближайшей ж/д станции (Кабаково): 18 км.

## Население
| 2002 | 2009 | 2010 |
| ---- | ---- | ---- |
| 95   | ↘58  | ↗70  |